# Rhaphium rivale
Rhaphium rivale är en tvåvingeart som först beskrevs av Friedrich Hermann Loew 1869.  Rhaphium rivale ingår i släktet Rhaphium och familjen styltflugor. Arten är reproducerande i Sverige. Inga underarter finns listade i Catalogue of Life.